# Synallaxis albilora
Synallaxis albilora е вид птица от семейство Furnariidae.

## Разпространение
Видът е разпространен в Боливия, Бразилия и Парагвай.